# Communauté de communes de la vallée d'Abondance
La communauté de communes de la vallée d'Abondance (2CVA) est une communauté de communes française du département de la Haute-Savoie.
Elle fusionne le 1er janvier 2017 avec la communauté de communes du pays d'Évian pour former la communauté de communes Pays d'Évian Vallée d'Abondance.
Elle fait partie du Chablais français.

## Historique
L'origine de l'intercommunalité date de 1974, année où fut créé le SIVU d'assainissement liant Châtel et La Chapelle d’Abondance pour la création de la station d'épuration de Miolène. ce syndicat se transforme en 1987 en SIVOM pour la réalisation et la gestion d'équipements sportifs. Le SIVOM devient syndicat à la carte en 1997 sous le nom de syndicat intercommunal à la carte de la vallée d’Abondance (SICVA).
Celui-ci est transformé en la communauté de communes de la vallée d'Abondance au 1er janvier 2013 par un arrêté préfectoral du 21 décembre 2012,.
Dans le cadre des dispositions de la loi portant nouvelle organisation territoriale de la République du 7 août 2015, qui prévoit que les établissements publics de coopération intercommunale (EPCI) à fiscalité propre doivent avoir un minimum de 15 000 habitants (et 5 000 habitants en zone de montagnes), le préfet de la Haute-Savoie a publié le 26 mars 2016 le nouveau schéma départemental de coopération intercommunale (SDCI), qui prévoit notamment la fusion de la communauté de communes de la vallée d'Abondance (dont la population est inférieure à 5 000 habitants, et de la communauté de communes du pays d'Évian,, soit 22 communes et environ 38 000 habitants. Ce schéma est destiné à être mis en œuvre le 1er janvier 2017, après consultation des conseils communautaires et municipaux.

## Territoire communautaire

### Composition
La structure regroupe 6 communes au 1er janvier 2015.
| Nom                     | Code Insee | Gentilé       | Superficie (km2) | Population (dernière pop. légale) | Densité (hab./km2) |
| ----------------------- | ---------- | ------------- | ---------------- | --------------------------------- | ------------------ |
| Abondance (siège)       | 74001      | Abondanciens  | 58,84            | 1 343 (2014)                      | 23                 |
| Bonnevaux               | 74041      |               | 7,82             | 260 (2014)                        | 33                 |
| Châtel                  | 74063      | Châtelans     | 32,19            | 1 201 (2014)                      | 37                 |
| Chevenoz                | 74073      | Chevenards    | 10,54            | 586 (2014)                        | 56                 |
| La Chapelle-d'Abondance | 74058      | Chapellans    | 37,85            | 871 (2014)                        | 23                 |
| Vacheresse              | 74286      | Vacheressands | 31,02            | 785 (2014)                        | 25                 |

## Organisation

### Siège
L'intercommunalité a son siège à Abondance, lieu-dit Les Granges.

### Élus
La communauté de communes est administrée par son Conseil communautaire, composé de 19 conseillers municipaux pour la mandature 2014-2020, représentant chacune des communes membres en proportion de leur population, soit :
- 4 délégués pour Abondance et Châtel ;
- 3 délégués pour La Chapelle-d'Abondance, Chevenoz et Vacheresse ;
- 2 délégués pour Bonnevaux[7].

Le conseil communautaire du 15 avril 2014 a élu son nouveau président, maire de Bonnevaux, ainsi que ses 5 vice-présidents, qui sont :
1. Michel Buffet, maire de Chevenoz ;
2. Paul Girard Despraulex, maire d’Abondance ;
3. Philippe Charbonnel, maire adjoint de Châtel ;
4. Ange Médori, premier maire-adjoint de Vacheresse ;
5. Bernard Maxit, maire de La Chapelle-d’Abondance[7].

Ensemble, ils forment le bureau de l'intercommunalité pour la mandature 2014-2020.

### Liste des présidents
| Période                                  | Période    | Identité             | Étiquette | Qualité                                    |
| ---------------------------------------- | ---------- | -------------------- | --------- | ------------------------------------------ |
| Les données manquantes sont à compléter. |            |                      |           |                                            |
|                                          | 2003       | André Crépy          |           | Maire de Châtel (1971 → 2001)              |
| 2003                                     | 2008       | Maurice David-Rogeat |           | Maire-adjoint de Châtel                    |
| 2008                                     | avril 2014 | Bernard Maxit        |           | Maire de La Chapelle-d'Abondance (1990 →)  |
| avril 2014                               | En cours   | Gérard Colomer       |           | Maire de Bonnevaux (Haute-Savoie) (2008 →) |

### Compétences
La communauté exerce les compétences qui lui ont été transférées par les communes membres, dans les conditions définies par le code général des collectivités territoriales.

### Régime fiscal et budget
La Communauté de communes est un établissement public de coopération intercommunale à fiscalité propre.
Afin d'assurer ses compétences, la communauté de communes perçoit une fiscalité additionnelle aux impôts locaux des communes, sans fiscalité professionnelle de zone et sans fiscalité professionnelle sur les éoliennes.
Celle-ci s'est élevée en 2014 à :
- 3,54 %, soit un produit attendu de 673 892 € pour la taxe d'habitation ;
- 2,49 %, soit un produit attendu de 351 908 € pour la taxe foncière sur les propriétés bâties ;
- 11,10 %, soit un produit attendu de 28 038 € pour la taxe foncières sur les propriétés non bâties ;
- 3,42 %, soit un produit attendu de 143 415 € pour la contribution foncière des entreprises[9].